# Night Riders MC

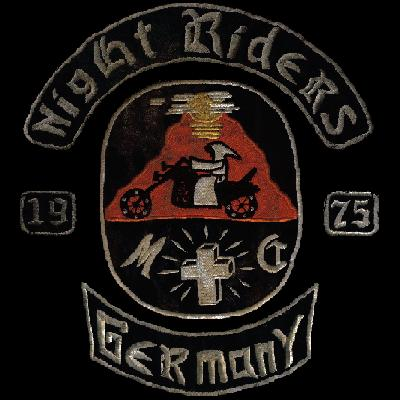
Das Backpatch des Night Riders MC

Der Night-Riders MC ist ein in Deutschland gegründeter Motorradclub. Gegründet wurde der Club im Jahr 1975 in Rohrbach  und ist somit einer der ältesten deutschen Motorradclubs. Als Zeichen des Zusammenhalts tragen die Member (Mitglieder) ein Backpatch (Rückenaufnäher), das einen fahrenden Geist im Mondlicht zeigt und somit ihren Namen verkörpert. Die Clubfarben sind schwarz, weiß und orange. Der Club hat deutschlandweit insgesamt neun Chapter (Niederlassungen).

## Geschichte
1975 spalteten sich sechs Mitglieder des Skulls MC Weinheim ab und gründeten den Night Riders MC. Im selben Jahr wurde in Rohrbach das erste Clubhaus eröffnet, im Jahr 1979 wurde ein weiteres Clubhaus in Mumbach eröffnet.
In den folgenden Jahren wurden weitere Chapter gegründet. So entstand 1988 der Night Riders Chapter Hohenlohe, 1997/1999 folgten die Night Riders Chapter „Nomads Süd“ in der Nähe von Ludwigshafen und Radebeul. Im Jahr 2000 wurden das Chapter Kleve und die Night Riders Nomads gegründet, aus dem Chapter Ludwigshafen wurde das Chapter Schifferstadt. 2002 wurden die Nomads aufgeteilt und Night Riders MC Nomads Ost und Süd gegründet. Ein Jahr später löste sich der Night Riders MC Nomads Ost wieder auf. Die Night Riders Nomads Süd wurden eigenständiges Chapter.
Im Jahr 2002 fand das erste National Meeting des Night Riders MC in Mörlenbach statt. Im Jahr 2004 wurde das Chapters Night Riders MC Weinheim gegründet. Der Bulldogs MC Garrel trat 2005 zum Night Riders MC über, wodurch der Night Riders Chapter Garrel entstand. Im gleichen Jahr feiert der Club seine 30. Jahresparty. An diesem Event nahmen auch andere Clubs als Gäste teil und es folgte der erste große Pressebericht in der Bikers News im Februar 2006.
Im November 2007 wurden der Night Riders MC Gabrobo (Bulgarien) Supporter des deutschen Night Riders MC. Ein Jahr später wurde das Clubhaus des MC in Muckensturm (Heddesheim) eröffnet. Zu Beginn 2009 wurde das Chapter Viernheim ins Leben gerufen. Kurz darauf trat das bulgarische Support Chapter in einer Patch over Party zum Night Riders MC über, so dass die Farben den Night Riders MC nun auch in Sofia getragen werden.
Im Folgejahr wurden die Chapter Nomads West und Chapter North Coast gegründet und 2012 das Chapters Kalkar ins Leben gerufen, welches aus langjährigen Membern aus anderen Chaptern besteht.
2016 wurde das Chapter North Coast umbenannt in Chapter Norden Chapter Norden, begründet nach seinem Sitz nahe der ostfriesischen Stadt Norden.